# Francesco Pozzi (Bischof)
Francesco Pozzi PIME (* 3. März 1828 in Mailand, Königreich Lombardo-Venetien; † 23. Oktober 1905) war ein italienischer Geistlicher.
Am 14. Juni 1851 wurde er zum Priester für das Päpstliche Institut für die auswärtigen Missionen geweiht. 1855 kam er in Indien an. Um 1878 wurde er zum Apostolischen Präfekten von Zentralbengalen ernannt. Am 1. September 1886 wurde die Apostolische Präfektur zum Bistum Zentralbengalen erhoben und 1887 in Bistum Krishnagar umbenannt. Am 25. November 1886 wurde er zum ersten Bischof ernannt. Am 13. Februar 1887 weihte Antonio Agliardi, Apostolischer Delegat in Indien, ihn in Kalkutta zum Bischof. Mitkonsekratoren waren Paul François Marie Goethals SJ, Erzbischof von Kalkutta, und Pietro Caprotti PIME,  Bischof von Hyderabad.